# Sinularia fungoides
Sinularia fungoides is een zachte koraalsoort uit de familie Alcyoniidae. De koraalsoort komt uit het geslacht Sinularia. Sinularia fungoides werd in 1906 voor het eerst wetenschappelijk beschreven door Thomson & Henderson. 